# Zach Sulzbach
Zach Sulzbach (* 16. Juli 2010 in Minnesota) ist ein US-amerikanischer Kinderdarsteller. Bekanntheit erlangte er durch seine Rolle als Charlie Williams im Remake der Fernsehserie Hawaii Five-0.

## Leben
Sulzbach hat einen Zwillingsbruder namens Luke.
Er lebt mit seiner Familie in Kailua auf Hawaii.
Von 2015 bis 2020 spielte Sulzbach in der Fernsehserie Hawaii Five-0 die Rolle des Charlie Williams, dem Sohn von Danny "Danno" Williams, der einer der Hauptcharaktere der Serie ist und von Scott Caan gespielt wird.

## Filmografie
- 2015–2020: Hawaii Five-0 (Fernsehserie, 18 Folgen)